# Мартин Свит
Мартин Свит (полное имя Мартин Ларс Хосселтон; род. 5 мая 1979 Стокгольм, Швеция) — шведский музыкант, автор песен и музыкальный продюсер, получивший широкую известность как гитарист шведской слиз-рок группы Crashdïet.

## Карьера
Мартин Свит присоединился к Crashdïet в 2002 году, после того, как их гитарист и тогдашний фронтмен Дэйв Лепард решил сменить состав, пригласив новых участников. Группа выпустила свой одноимённый миньон в 2003, а первый полноценный студийный альбом, получивший название «Rest in Sleaze» — в 2005. Выходу альбома предшествовал выпуск нескольких синглов:
- «Riot in Everyone»
- «Knokk 'Em Down»
- «Breakin' the Chainz»
- «It’s a Miracle»

20 января 2006 года вокалист группы Дэвид Лепард был найден мёртвым в своей квартире в Уппсале. Группа заявила о самороспуске после смерти Лепарда, но чуть позже ими было принято другое решение — сохранить наследие Crashdïet и дух Лепарда как основателя группы. В этот период (2006—2007) Мартин записал много демозаписей (с собственным вокалом), безо всяких претензий на пустующее место фронтмена.
21 января 2007 года во время первого Rest In Sleaze festival, посвященного памяти Дэвида, группа представила нового вокалиста — им стал финн Эйч Олливер Твистед (наст. имя Олли Херман Косунен). С его участием группа записала второй студийный альбом — The Unattractive Revolution, синглами которого стали «In the Raw» и «Falling Rain». Несмотря на успешный тур в поддержку альбома, Олливер Твистед оставил группу в июле 2008 года — и Crashdïet были вынуждены искать ему замену. В 2009 году место фронтмена занял Саймон Круз. Вместе они выпустили третий альбом группы под названием Generation Wild — до официального релиза вышли синглы Generation Wild и Chemical. В этом же году Crashdïet выступили в Москве на DMC Oktobierfest Moskau 2010, впервые побывав в России. В 2011 году Crashdïet открывали концерт Оззи Осборна в столице Швеции, а в 2012 — разогревали Mötley Crüe в Хельсинки. 21 января 2013 года вышел четвёртый студийный альбом группы — The Savage Playground. Альбом поднялся до #2 в шведских национальных чартах.
19 апреля 2013, в самый разгар мирового турне группы, в результате несчастного случая трагически погиб Майкл Сунден, менеджер Crashdïet. Это стало тяжёлым ударом и для музыкантов, и для их поклонников. Отыграв тур, они вернулись в Швецию, оставшись один на один с решением финансовых вопросов. В феврале 2015 в ходе Японского мини-тура, Саймон Круз оставил коллектив без объяснения причин. В данный момент группа неактивна, но Мартин Свит и Питер Лондон неоднократно говорили о том, что это просто вынужденная пауза.

### Вне Crashdïet
В начале 2016 года Свит присоединился к шведской группе Sister в качестве бас-гитариста, а также основал собственный сайд-проект под названием Sweet Creature, в котором выступил в роли фронтмена. «Я всегда пел для демозаписей, потому в вокале для меня нет ничего нового»

### Музыкальные влияния и критика
Мартин Свит неоднократно говорил о том, что его кумирами среди коллег по цеху были и остаются Слэш и Мик Марс.
В интервью порталу Dead Rethoric вокалист финской группы Santa Cruz Артту Куосманен сказал о творчестве основного проекта Мартина и саунде Crashdïet: «Они звучат как Alice in Chains. Это как бы „наркоманский хардкор и воспевание тёмной стороны жизни“. Группы, вроде Guns and Roses на такое не подписались бы».

## Личная жизнь
4 мая 2013 года Мартин Свит женился  на своей постоянной подруге Ике Лиллос Линдман. В браке воспитывает дочь — Тельму Хосселтон.
20 января 2018 года в семье музыканта родилась вторая дочь — Юлия.
Младший брат Мартина, Микаэль Хосселтон, также музыкант, играет на ударных в шведских группах Toxic Rose и Sweet Creature.